# Gare d'Effrico
La gare d'Effrico est une gare ferroviaire française de la ligne de Bastia à Ajaccio (voie métrique), située sur le territoire de la commune de Sarrola-Carcopino dans le département de la Corse-du-Sud et la Collectivité de Corse (CdC).
C'est une halte des Chemins de fer de la Corse (CFC) desservie par des trains « grande ligne » et « périurbain ». Arrêt facultatif (AF), il faut signaler sa présence au conducteur pour qu'il y ait un arrêt du train.

## Situation ferroviaire
La gare d'Effrico est établie au point kilométrique (PK) ... de la ligne de Bastia à Ajaccio (voie unique à écartement métrique), entre les gares de Mezzana et de Cavone (s'intercale l'ancienne gare de Caldaniccia).

## Histoire
La halte d'Effrico est mise en service le 10 mars 2014 par les CFC. Elle est située au lieu-dit du même nom, desservant notamment le groupe scolaire de Baleone.

## Service des voyageurs

### Accueil
Halte CFC, c'est un point d'arrêt non géré (PANG) à accès libre. Elle est équipée d'un quai avec un abri. Arrêt facultatif (AF) : le train ne s'arrête que si la demande a été faite au conducteur.

### Desserte
Effrico est desservie (éventuellement : arrêt facultatif (AF)) par des trains CFC « grande ligne » de la relation : Bastia (ou Corte) - Ajaccio et de la « desserte périurbaine d'Ajaccio », relation Mezzana - Ajaccio.

### Intermodalité
Le stationnement des véhicules est possible en traversant la RT 20.